# Dolovo
Dolovo  (ćir.: Долово ) je naselje u općini Pančevo u Južnobanatskom okrugu u Vojvodini.

## Stanovništvo
U naselju Dolovo živi 6.835 stanovnika, od toga 5.390 punoljetnih stanovnika, a prosječna starost stanovništva iznosi 39,3 godina (38,1 kod muškaraca i 40,5 kod žena). U naselju ima 2.119 domaćinstava, a prosječan broj članova po domaćinstvu je 3,23.
| Etnički sastav 2002. |            |        |
| Narod                | Stanovnika | %      |
| Srbi                 | 5.346      | 78,21% |
| Rumunji              | 927        | 13,56% |
| Rumunji              | 156        | 4,90%  |
| Romi                 | 83         | 1,21%  |
| Jugoslaveni          | 49         | 0,71%  |
| Mađari               | 36         | 0,52%  |
| Hrvati               | 26         | 0,38%  |
| Bugari               | 21         | 0,30%  |
| ostali               | 66         | 0,81%  |
| nepoznato            | 218        | 3,18%  |

| broj stanovnika | 5983  | 6273  | 6766  | 6582  | 6836  | 6836  | 6835  |
|                 | 1948. | 1953. | 1961. | 1971. | 1981. | 1991. | 2001. |

## Šport
- FK Dolovo

## Vanjske poveznice
- Položaj, vrijeme i udaljenosti naselja  Arhivirana inačica izvorne stranice od 3. kolovoza 2009. (Wayback Machine)